# 二人で始める世界征服
『二人で始める世界征服』（ふたりではじめるせかいせいふく）は、おかざき登による日本のライトノベル。イラストは高階@聖人が担当。第4回MF文庫Jライトノベル新人賞審査員特別賞受賞作。MF文庫J（メディアファクトリー）より2008年11月から2009年11月まで刊行された。

## ストーリー
主人公・赤尾竜太は高校で幼稚園時代の知り合いだった久喜島千沙と再会する。
ある日、千沙の両親が亡くなってしまい、意気消沈していた千沙に竜太が「できることがあれば何でも言って」と言うと、世界征服を企む悪の秘密結社デーモンテイルの一員になってほしいと頼まれる。
金持ちの道楽で壮大なごっこ遊びだと考えた竜太はそれを承諾するが、目が覚めると改造人間になっていた。

## 登場人物

### デーモンテイル
赤尾竜太（あかお りゅうた）
私立御堂中央高校一年。非常に読書が好きで、図書委員を引き受けるほどである。
両親は離婚していて、現在は研究者の母親と暮らしている。しかし仕事柄母親は帰ってこない日が多い。さらに、両親とは不仲（厳密に言えば最早食指も動かない）。竜太と母を捨てた父親からの電話は不機嫌な態度で対応し、たまに帰ってくる母親も「息子ではなく便利なハウスキーパーとして見ている」と地の文で嘲っている。
そのため、両親の喧嘩から逃避する為に読書に没頭したのが本好き（八都子曰く『文学少年』）の始まり。古今東西様々な本に精通し、彼の部屋は壁二面が本棚になっている。そのためか国語が得意。
家事も得意で、家中の家事を一手に引き受けている（これも逃避が元）。特に料理が上手で、ありす曰く「つい入り浸る」「最高にうまい」とのこと。
意外とモテ男（真緒曰く「ナチュラルボーン・モテモテ魔人」）。
両親との件から無意識の内に『自分が好かれるハズが無い』という強迫観念にも似た考えを持っていた。
性格が非常に優しいので基本的に戦いを好まないが、いざというときは身を呈して人を守ろうとする。そのために自己が傷つくことを気にせず、またどれだけボロボロでも戦意を奮い起こす事が出来る。また、その性格から3人から告白された時も非常に思い悩んでいた。
リンドヴルム
竜太の変身した姿の赤い竜。尾を入れれば全長約7〜8メートル。翼を広げれば横10メートルにはなる。変身のスイッチは鎖骨の間にある。
鱗は銃弾を弾き、爪と牙はタングステン並の硬度を誇る。更に尾は筋肉の塊で全力でぶつければ鉄骨をへし折り、炎も吐けるという生物兵器。ちなみに改造ではこれ以上は強くならない。
このような設計にしたのはドクター（後述）が孫娘の千紗を守って欲しいと願ったため。
この他『反重力システム』を用いたりして戦う、正にデーモンテイル1の戦力。
久喜島千紗（くきしま ちさ）
竜太と同じ幼稚園に通っていたことがあり、ある件をきっかけに竜太に好意を寄せており、高校で再会した。激辛な食べ物が好き。
凄まじい資産家の娘。相続税で半分持っていかれても使い切り方を思いつけないというからには相当な額だということが推測できる。
バスケのドリブルが5回と続かないなど、運動が凄まじく苦手（ただし変身後は問題無い）。
資産家のお嬢様だが、ある日両親が事故に見せかけて暗殺されてしまう。彼女の両親は“旧”デーモンテイルの総帥夫妻で、組織の在り方を巡って部下と揉めていたらしい。両親の残したダミーの戸籍で彼女は無事だが、その所為で組織は瓦解。彼女と祖父以外は組織を離れる結果となる。
両親の悲願『世界征服』を達成する為、竜太を仲間に加える。組織への加盟を「改造も許諾」と受け取るなど、思考が少々ズレた点がある。
竜太に対する好意とは並列して責任感のようなものも感じており、曰く「大怪我を負って倒れた時は心配で気が狂いそうだった」とのこと。
名前の由来はグリム童話ラプンツェルの和訳（ラプンツェルは野菜の名前）である『チシャ』『チサ』から。
ラプンツェル
黒いレザーの様なボンデージを着た、千紗の変身後の姿。胸部にタトゥーがある。変身のスイッチは右手首。
髪を自在に動かして戦う。この髪は意外と怪力で、人間では持ち上げられないものでも軽々と扱える。
リンドブルムと異なって絶対的な防御力は無い。
久喜島善治朗（くきしまぜんじろう）
千紗の祖父にてデーモンテイルの化学者。コードネームは『ドクター・フォートレス』。
元々は人間だが、生身でできる事に限界を感じ、現在では基地と一体化。脳だけがシリンダーの中に浮かんでいる。本人は人間のインスピレーションと機械の演算能力を手に入れられたと喜んでいる。
冷静だが、千紗が関わると静かな情熱を燃やす。
将棋は好きだが下手の横好きである。

#### レッドキャップ隊
犯罪結社「アンシーリーコート」に所属していたが、ボスの素性を探ろうとして逆に消されそうになり、デーモンテイルの傘下に入り仲間になる。赤い野球帽に都市迷彩の服、目出し帽（イラストでは口元のみを覆う覆面）を共通して着用。各自1つずつ特技を持っている。
片桐ありす（かたぎり）
竜太とは小学生の頃からの幼馴染。
両親がいないため、アルバイトをいくつも掛け持ちするなど苦労人かつ努力家。そのため時給の高さに目が眩み、アンシーリーコートに入る。
成績は非常によく入学時も首席で入学したほど。定期テストでも不動の学年一位。
髪型は本人曰く「ツインテール」だが、明らかに長さが足りない。髪にクセがあるためこれ以上は伸ばせないとの事。
何かにつけては竜太を蹴っているが、これは照れ隠し。本当は彼に感謝しているし、好意も抱いている。実際、学費の高い私立に来たのは竜太と同じ高校に行きたかったから。
竜太には好意と並列して感謝の意を感じている。幼い頃から天涯孤独だった彼女を彼が何かとサポートしていたようだ。
当初の予定では恋愛方面の咬ませ犬役。しかし編集部がありすに肩入れしたりイラストが可愛かったりと、最終的に千紗のライバルという今の立ち位置に収まる。
名前の由来は『小さくて可愛い子』ということで『不思議の国のアリス』
リトル・レッドフード
レッドキャップ隊の隊長。赤い頭巾を被り、大きな懐中時計なようなものを持ち歩いている。
正体はありす。懐中時計は認識偏向時計の初代版。
改造人間では無いのでスイッチは無い。2丁拳銃やライフル銃を使って戦う。最終巻では高熱を発する2本の馬上槍を操って空中戦を繰り広げた。
一号
パソコンの操作に長けている。情報収集などを担当。
二号

三号
銃器の扱いに長けている。血の気が多い面（というより銃を撃ちたいだけかもしれない）も。
四号
ピッキングやセキュリティの解除が得意。孤児院出身か、なんらかの関係があると思われる。現在24歳
五号
大柄で生粋の中国人で、その為日本語は片言。実は料理が得意で、拳法の心得もある。
六号
盗聴器製作のプロ。
七号
忍び込んだり身を隠すことが得意。元泥棒。
八号
レッドキャップの赤いワンボックスカーを運転している。
九号

十号
レッドキャップ隊随一のインテリで副リーダーのような存在。海外生活が長かったらしく外国語も堪能。元革命家。

### アンシーリーコート
阿久津竜一郎（あくつ りゅういちろう）
防衛大臣。その実体はアンシーリーコートのボスであり、事件で逮捕され失脚。
不祥事は100を超えるらしい。
実は旧デーモンテイルの組員で、千紗の両親を暗殺した張本人。当時のコードネームは『ジェネラル・レヴィヤタン』。狙いは組織の瓦解と認識偏向時計の略奪。

### 竜宮フォース
竜造寺八都子（りゅうぞうじ やとこ）
高校生ながら、一人勝ちテーマパーク「オトギーランド」を経営する会社の代表取締役を務める。ドラゴンが大好き。
勉強の出来が凄まじく悪く、編入試験免除、補修免除などの随所に賄賂を送っている。マッチポンプはあまり得意では無いようだ。
代わりに代表取締役らしく、戦略・知略の面で頭が切れる。
特徴で相手を呼ぶ（竜太＝文学少年。後に竜太様。千紗＝おっとり娘。ありす＝ちびっこ。姫乃＝委員長。真緒＝猫娘）。
乙姫（おとひめ）
竜宮フォースの総帥。丈の短い和服に青いウィッグ、目の周りだけを隠す覆面といった相貌。
正体は八都子。当初はグレネード弾やスタンバトンといった装備をパワードスーツの力を持って行使していた。後にドラゴンの姿をモチーフにしたパワードスーツに変わった。

### その他の登場人物
高槻姫乃（たかつき ひめの）
竜太たちのクラスメートで千沙の親友。正義感の強い委員長キャラだが独裁的。
非常に大食漢。
空手部所属で、顧問に「放っておいても勝手に強くなる」と言われるほどの自主練をしている。しかし、それが勉強に活かされることは無い。
具体例として「宿題は友達に見せてもらう（拒否されると凹んだ）」「勉強の時は気が滅入る」など。
魚住真緒（うおずみ まお）
竜太たちのクラスメイト。猫と苺、苺のショートケーキが大好き。
実は旧デーモンテイルの組員『エンプレス・ストロベリー』。
苺畑を作って無能な政治家達の政策の駆逐を夢見るが、阿久津元防衛大臣の手によりデーモンテイルが崩壊。その後は白虎率いるチームに入り込み、世界中を苺畑に変える『女帝苺』と、そこからエネルギーを集め巨大化した自身の糧とする『真なる女帝苺』を開発。
彼女の行動は全て病弱な従姉妹、雪華を思ってのこと。本末転倒な政治家の政策により知り合いの好きな苺畑を潰され失望。自棄を起こして行動に移るも、竜太とパワーアップした千紗とありすに敗北。新生デーモンテイルに、変身を制限された形で引き込まれた。
エンプレス・ストロベリー
真緒の変身した姿。胸や下腹部といった要所を苺の蔦で覆った以外は素っ裸。頭に苺の蔦と花が巻かれている。本作におけるラストボス的存在。
バラ科の植物という特性を利用し、棘の鞭を操る。『真なる女帝苺』の力で全長数十メートルの苺の蔦の塊に変化する。
津島響子（つしま きょうこ）
司書教諭。ヘビースモーカー。
阿久津虎之介（あくつ とらのすけ）
阿久津竜一郎の息子。ただし彼のことは何とも思っていない。
キャッツグレイスを営み「猫の千年王国（ミレニニャム）」の建国を目論むほど異常なネコ好き（手を組んでいた真緒ですらどこか頭がおかしいと言っていた）。
竜太をライバル視している。本作における最終的な敵対勢力だが、明確な決着はついていない。最終巻では主人公とヒロインたちの連合軍に苦戦を強いられ、真緒が裏切って暴走したことから彼女を見捨てて逃走した。
白虎
虎之介の変身した姿。スイッチではなく意思で変身する。変身の際に痛みが伴うような描写がある。
リンドブルムとほぼ同じ大きさでありながら、彼を大幅に上回る速度を持ち、鱗を易々と切り裂く爪を持つ。これはリンドブルムを仮想敵として設計したため。ただしそのスピードを出すために防御力はかなり低い。また、敵に空を飛ばれると弱い。また、2分間姿を隠せる。
鯨岡雪彦（くじらおか ゆきひこ）
野党きっての論客。竜太の父。
大のドラゴンズファンで、竜太の名前もそこからつけた。

## 用語
認識偏向フィールド
デーモンテイルのドクターが開発したもの。人の感覚器官はおろか、カメラやレーダーにも映らなくなる。
マンションに模した基地に展開している常時発生型は8畳ほどの大きさ。映らなくなるのではなく、後で思い出せなくなるような形。
これを小型化したのが下記の認識偏向時計。
一つ開発するのに莫大な予算（最新鋭の戦闘機以上の価格）と時間がかかる。
認識偏向時計
デーモンテイルが作ったもので金色の懐中時計の形をしている。効果は5分。冷却及び再充電（ねじ巻き）に1時間が必要。
元々3つあった時計のうち、2つは旧デーモンテイルが崩壊した際に所在不明になったと思われていたが、アンシーリーコートが持っており、1つをリトル・レッドフードに貸与し、犯罪行為に使わせていた。
代わりにデーモンテイルに残っているものは効果が倍の10分で、更に小型化し、銀色をしている。
認識偏向フィールド・キャンセラー
アンシーリーコートが持っていた認識偏向時計の内の一つをベースに作り上げたもの。認識偏光フィールドを無効化する。阿久津防衛大臣との一件以来、出番は無い。

## 評価
第4回MF文庫Jライトノベル新人賞にて審査員特別賞を受賞した。同賞で審査員を務めた桑島由一は本作を以下のように評している。

## 既刊一覧
- おかざき登（著）・高階@聖人（イラスト） 『二人で始める世界征服』 メディアファクトリー〈MF文庫J〉、全5巻
  1. 2008年11月25日発売[3]、ISBN 978-4-8401-2479-9
  2. 2009年2月25日発売[4]、ISBN 978-4-8401-2663-2
  3. 2009年5月25日発売[5]、ISBN 978-4-8401-2786-8
  4. 2009年8月25日発売[6]、ISBN 978-4-8401-2872-8
  5. 2009年11月25日発売[7]、ISBN 978-4-8401-3087-5